# Caiophora peduncularis
Caiophora peduncularis är en brännreveväxtart som först beskrevs av Karel Presl, och fick sitt nu gällande namn av Weigend och Mark.Ackermann. Caiophora peduncularis ingår i släktet Caiophora och familjen brännreveväxter. Inga underarter finns listade i Catalogue of Life.